# Сафранин
Сафрани́н (3,6-диамино-2,7-диметил-10-фенилфеназинхлоргидрат) — органическое соединение, основный диазиновый краситель, относящийся к классу сафранинов, с химической формулой C20H19N4Cl. Тёмно-красный порошок, растворимый в воде и спирте. Применяется как краситель для шерсти, шёлка, бумаги и кожи, несмотря на то, что имеет плохую светопрочность. Также используется для приготовления лаков, чернил, как десенсибилизатор в фотографии.
Синонимы: сафранин О, сафранин Т, сафранин Т экстра, толусафранин, basic red 2, carthamine, cotton red, gossypimine.

## Свойства
Имеет вид тёмно-красного порошка или жёлто-красных кристаллов в форме игл. Молярная масса 350,85 г/моль. Растворимость в воде — 4,55 г / 100 г (15 °C), спирте 3,57 г / 100 г (15 °C). Нерастворим в эфире.

### Аналитическое определение
Сафранин образует пикрат, нерастворимый в воде, однако растворимый в хлороформе. Метод пригоден для количественного определения.
При добавлении соляной кислоты к водному раствору сафранина цвет меняется с красного цвета на синевато-фиолетовый, после добавления щёлочи выпадает коричневатый осадок.

## Получение
Из 2-толуидина.

## Применение
Применяется для крашения, хотя быстро обесцвечивается под действием света. Окрашивает бумагу, кожу, таннированный хлопок, шёлк, шерсть.
В промышленности служит красителем в процессах приготовления чернил и спиртовых лаков.
Как краситель, находит широкое применение в биологии для целей микроскопии в ботанических, гистологических, бактериологических и других исследованиях для окрашивания ядер клеток; особенно эффективен с препаратами, фиксированными соединениями хрома и осмия. Помимо этого, применяется:
- в гистологии — для выявления различных ахроматиновых структур клетки: линилиновых нитей, центросомы, нитей веретена, полярной лучистости. При этом используется метод последовательного окрашивания растворами следующим рядом красителей: сафранин — генциановый фиолетовый — оранжевый Ж;
- в бактериологии — для окрашивания бруцеллёзных бактерий.

В аналитической химии применяется в роли адсорбционного или окислительно-восстановительного индикатора, например в процессах восстановления хлоридом хрома (II) трехвалентного железа и четырёхвалентного урана. Также пригоден для титрования дитионита натрия и как реактив на нитриты.
В фотографии используется как десенсибилизатор, однако для этой цели предпочтительнее использовать феносафранин (сафранин Б).

## Безопасность
Токсичен, вызывает конъюнктивит и дерматит. Рейтинг NFPA 704: опасность для здоровья: 2, огнеопасность: 0, нестабильность: 0.